# Vladimir Okhotnik
Vladimir Okhotnik, né le 28 février 1950 à Kiev (URSS), est un joueur d'échecs, grand maître international (GMI) français d'origine ukrainienne.
Il a remporté le championnat de la République socialiste soviétique d'Ukraine en 1979 et l'Open de Cappelle-la-Grande en 1988.
Il vit en France depuis les années 1990 et a désormais la nationalité française.
En novembre 2011 et 2015, il a remporté le championnat du monde d'échecs senior (catégories plus de 60 ans en 2011 et plus de 65 ans en 2015).